# Sigismundkapelle (Uttenhofen)
Die Sigismundkapelle in Uttenhofen, Gemeinde Rosengarten, Landkreis Schwäbisch Hall ist ein historischer Sakralbau.
Die Kapelle ist der Überrest einer großen Sigismundkirche, deren Grundstein 1516 gelegt wurde: „Anno domini 1516 am Pfingstmontag ist gelegt worden der erste Stein zu Ehren des heiligen Königs Sigismund.“ Ab 1583 wurde das Kirchenschiff als Scheune des Hofes Hauptstraße 17/Kapellenweg 1 genutzt und 1834 endgültig abgebrochen. Im Jahr 1960 wurde im übriggebliebenen Chor eine Gedenkstätte für die Opfer der beiden Weltkriege eingerichtet.
Johann Friedrich Reik hat die Kapelle auf einer Zeichnung festgehalten.